# Metal (álbum de Annihilator)
Metal es el duodécimo álbum de estudio del grupo de thrash metal canadiense Annihilator, publicado en 2007. 
El guitarrista Jeff Waters se encarga de tocar las dos guitarras y el bajo, Dave Padden de las voces y Mike Mangini de la batería (ya había sido el batería de Annihilator en los álbumes Set the World on Fire, del 1993 y All For You, del 2004). A diferencia de los anteriores álbumes del grupo, en el álbum también participan diferentes músicos conocidos mundialmente que aparecen en el álbum como artistas invitados.
La idea de invitar a diferentes músicos de otros grupos de metal se le ocurrió a Jeff Waters después de que, cuando el álbum ya estaba prácticamente acabado, el guitarrista del grupo norteamericano Trivium, Corey Beaulieu, llamó a Waters y le pidió que, si todavía el álbum no estaba acabado, si podía tocar un solo de guitarra. Waters aceptó. Ese mismo día, Waters habló con el guitarrista del grupo sueco Arch Enemy, Michael Amott y le pidió que también tocara uno de los solos del nuevo álbum. Y de este modo, Waters se fue poniendo en contacto con diferentes músicos para que tocaran diferentes solos del álbum Metal.
A pesar de que la mayoría de invitados son guitarristas que colaboran con un solo de guitarra, en el álbum también participan el cantante canadiense de hard rock Danko Jones y la cantante Angela Gossow del grupo Arch Enemy en la canción Couple Suicide. Waters es el vocalista principal en Operation Annihilation.

## Canciones
1. "Clown Parade" (con Jeff Loomis, guitarrista del grupo Nevermore) - 5:14
2. "Couple Suicide" (con Angela Gossow, cantante del grupo Arch Enemy y Danko Jones) - 3:54
3. "Army of One" (con Steve "Lips" Kudlow, guitarrista del grupo Anvil) - 6:01
4. "Downright Dominate" (con Alexi Laiho, guitarrista del grupo Children of Bodom) - 5:13
5. "Smothered" (con Anders Björler, guitarrista del grupo The Haunted) - 5:09
6. "Operation Annihilation" (con Michael Amott, guitarrista del grupo Arch Enemy) - 5:16
7. "Haunted" (con Jesper Strömblad, guitarrista del grupo In Flames) - 8:05
8. "Kicked" (con Corey Beaulieu, guitarrista del grupo Trivium) - 5:56
9. "Detonation" (con Jacob Lynam, guitarrista del grupo Lynam) - 3:54
10. "Chasing the High" (con Willie Adler, guitarrista del grupo Lamb of God) - 6:16

## Créditos
- Jeff Waters - Guitarrista, bajista y cantante en la canción Operation Annihilation
- Dave Padden - Cantante
- Mike Mangini - Batería